# Palácio Grão-Ducal

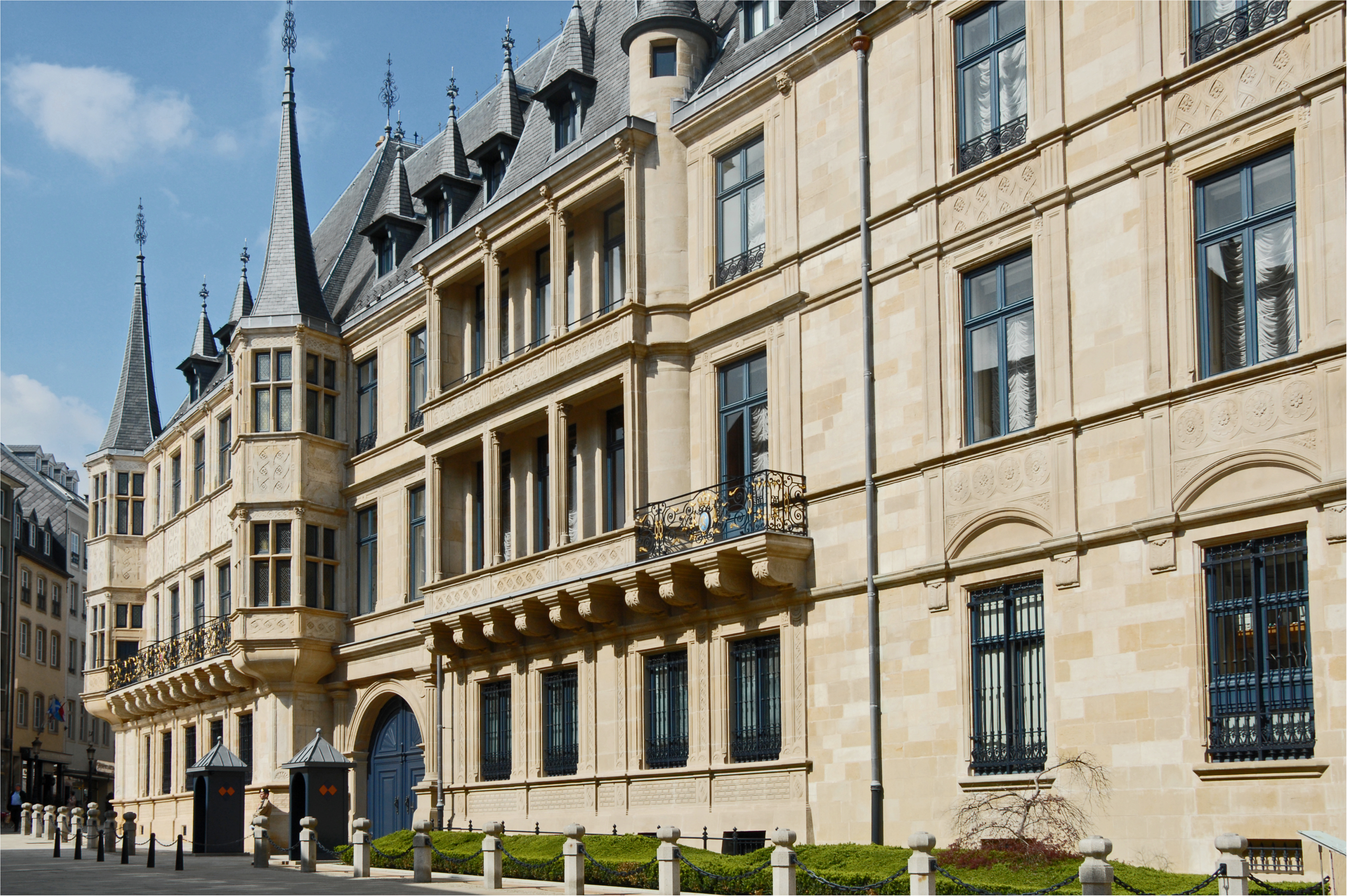
Fachada do Palácio Grão-ducal.

O Palácio Grão-ducal (em luxemburguês: Groussherzogleche Palais; em francês: Palais grand-ducal; em alemão: Großherzogliches Palais) é a residência oficial do grão-duque de Luxemburgo para o exercício de suas funções como Chefe de Estado desde 1890.
Está localizado no centro histórico da cidade do Luxemburgo, ao sul do país, perto da Catedral de Notre-Dame.

## História

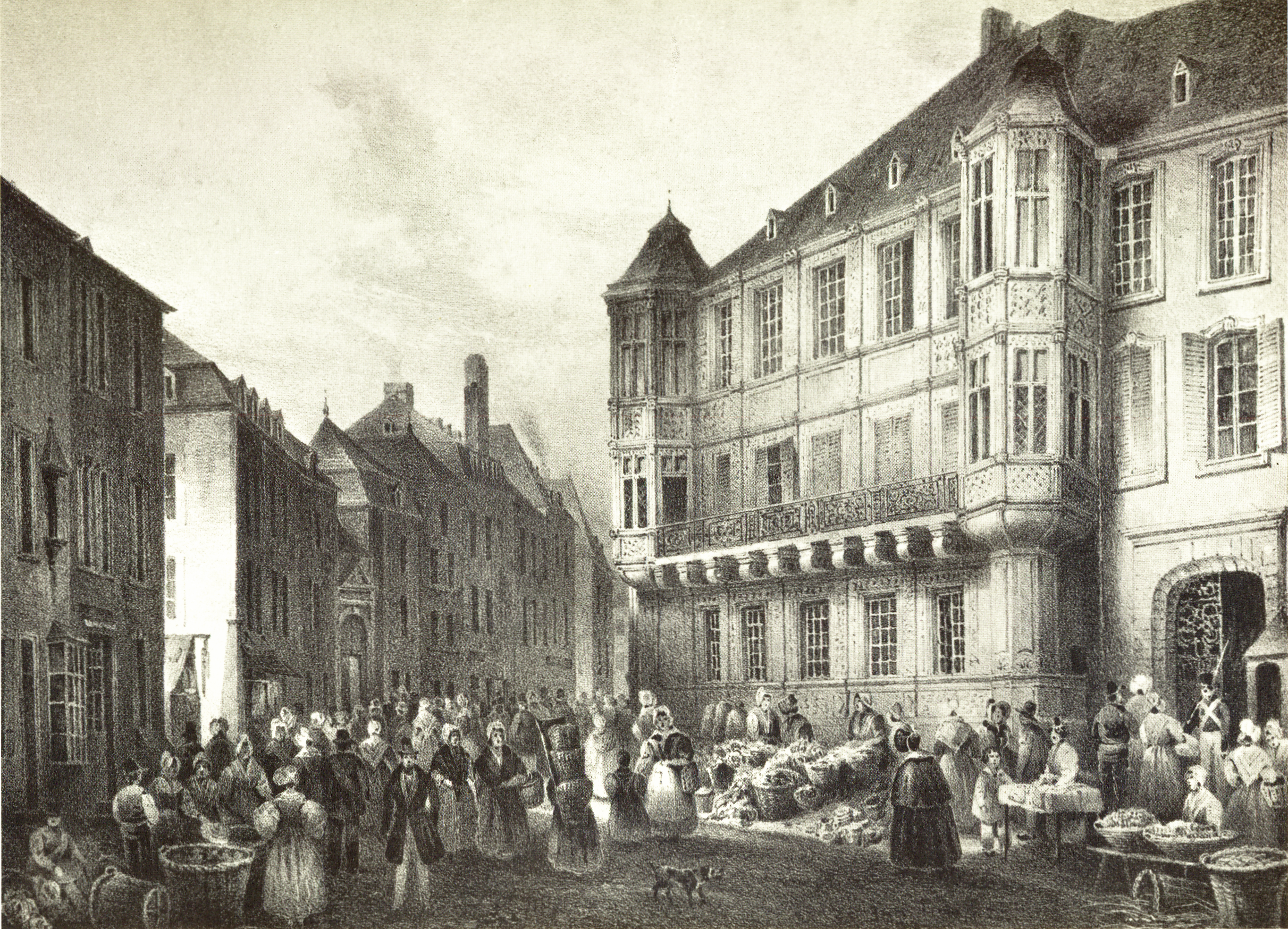
Imagem histórica do palácio em c. 1834.

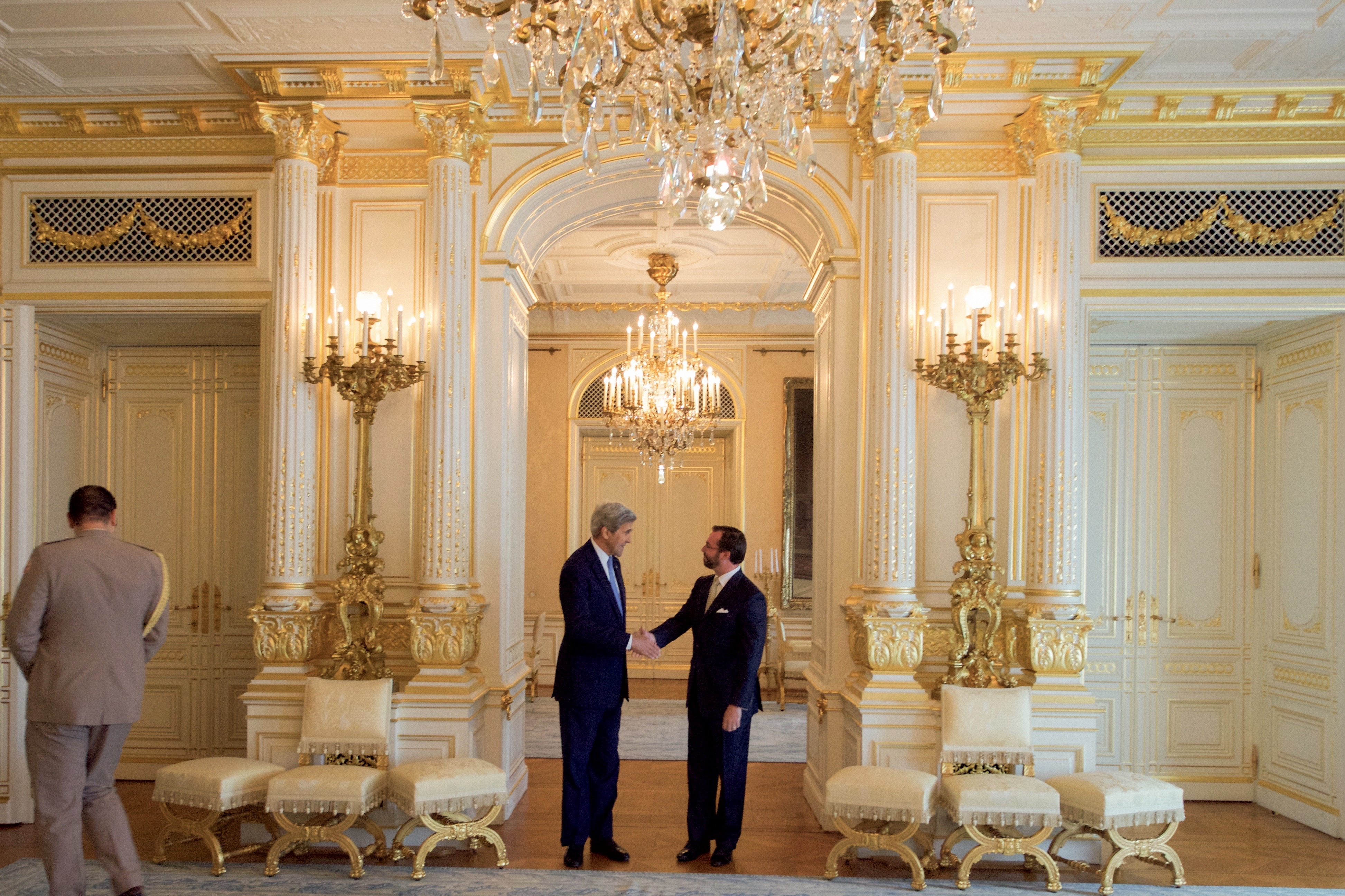
O secretário de estado dos EUA John Kerry encontrando-se com o herdeiro da coroa Guilherme em 2016 num salão do palácio.

O palácio foi construído como a Câmara Municipal entre 1572 e 1574, por Adam Roberti, em estilo renascentista espanhol. Foi renovado em 1728, sofrendo uma ampliação em 1741, antes de se tornar a sede da prefeitura do departamento de Forêts, em 1795, durante a administração francesa do Luxemburgo.
Em 1817, o palácio tornou-se a residência do chamado Governador, o representante dos grão-duques holandeses. Assim, foi usado pelo príncipe Henrique dos Países Baixos, filho do rei Guilherme II, enquanto exerceu o posto de tenente-representativo do Luxemburgo. Os interiores foram renovados em 1883, para a visita do grão-duque Guilherme III e de sua segunda esposa, Ema de Waldeck e Pyrmont.
Com a ascensão da Casa de Nassau-Weilburg em 1890, o palácio foi reservado exclusivamente para o grão-duque e para a sua família. Sob o governo do grão-duque Adolfo, foi renovado de modo abrangente e ganhou uma nova ala, contendo quartos para a família e acomodações para convidados. Os responsáveis pelo projeto foram o arquiteto belga Gédéon Bordiau e o arquiteto luxemburguês Charles Arendt.
Durante a ocupação alemã, na Segunda Guerra Mundial, o Palácio Grão-ducal foi usado como estalagem e salão de concerto pelos nazistas. Nesse período muitas mobílias e obras de arte do palácio foram destruídas. Com o fim da guerra, em 1945, e o regresso da grã-duquesa Carlota (Charlotte), o palácio tornou-se novamente a sede da corte.
Sob a supervisão de Carlota, o palácio foi redecorado durante a década de 1960. Entre 1991 e 1996 foi completamente restaurado. O interior, que não se encontra aberto ao público, tem sido regularmente renovado para ficar compatível com os padrões modernos de conforto.

## O palácio na atualidade
Como residência oficial do grão-duque, o palácio é usado pelo soberano para o exercício das suas funções oficiais. Ele e a grã-duquesa, juntamente com a sua equipe, possuem os seus gabinetes no palácio, sendo as salas de aparato do primeiro andar usadas para uma variedade de encontros e audiências. Na noite de Natal, o grão-duque costuma ler uma mensagem a partir da Sala Amarela.
Os chefes de Estado estrangeiros são acomodados no palácio, como convidados do grão-duque e da grã-duquesa, durante as visitas oficiais ao Luxemburgo, servindo o Salão de Baile de cenário para os banquetes de Estado dados em sua honra. Ao longo dos anos, ocorreram no palácio muitas outras recepções, tais como a recepção de Ano Novo dada por membros do governo e pela Câmara dos Deputados.